# 지파이
지파이(중국어 간체자: 鸡排, 정체자: 雞排, 병음: jīpái) 또는 샹지파이(중국어 간체자: 香鸡排, 정체자: 香雞排, 병음: xiāng jīpái)는 닭고기를 튀겨 만든 대만 요리 중 길거리 음식이다. 대한민국에서는 롯데리아와 GS25 등에서 판매된다.

## 역사
소금에 절인 닭고기 및 기타 고기 튀김과 같은 유사한 방법의 스낵은 오랫동안 존재했지만 지파이는 대만에서 비교적 젊은 스낵이며 일반적으로 1990년대 말에야 시장에 등장했다고 믿어진다. 대만 농업위원회 축산처는 2006년 대만 황금 지파이 카니발 시리즈 뉴스 자료에서 "농업위원회와 황금 지파이 특별 수색팀이 출처를 추적한 결과 황금 지파이의 시초인 정광영 선생을 찾았다"고 언급했다.
지파이는 특별한 식용형태와 다양한 맛으로 인해 기존의 육류간식의 한계를 뛰어넘어 지파이는 단순한 육류튀김이 아니라 대만에서 가장 흔한 간식 중 하나이다.
지파이의 역사는 길지 않지만, 시간이 지남에 따라 시장 경쟁과 함께 진화하고 많은 종류가 파생되었으며, 맛은 초기에 단순히 고춧가루를 뿌린 정도에서 대, 중, 소의 매운맛 지파이를 구분하는 것에서 점차 변화하여 오향가루, 김가루, 겨자가루, 파가루 등의 분말 조미료를 뿌린 지파이, 꿀즙에 절이거나 발라서 만든 꿀닭 지파이와 치즈 속을 덮은 치즈 지파이(또는 일본식 지파이라고도 함)로 바뀌었으며 조리법도 전통적인 기름에 튀기거나 구운 지파이를 강조하였다.
그리고 원래 한 냄비에서 끝까지 튀기는 방식에서 파생되어 고저온 두 개의 프라이팬을 사용하여 맛을 개선한다. 먼저 지파이의 육즙을 고온에서 튀겨 밀봉한 다음 저온에서 튀겨 완전히 익힌다. 이렇게 하면 끝까지 튀겨지지 않는 단점이 없고, 튀겨지지 않거나 너무 튀겨져 육즙이 없으면 마른 것은 입에 넣기 어렵다. 따라서 프라이팬의 지파이는 반죽이 두껍고 지파이가 얇거나 튀길 때 자주 꺼내서 잘 익었는지 확인하기 위해 반죽을 파내는 경우가 많다.

## 만들기
닭고기를 넓게 편 뒤 튀겨 만든다. 향신료를 넣어 향이 독특하다.